# دانشگاه علوم پزشکی ایرانشهر
دانشگاه علوم پزشکی ایرانشهر یکی از مراکز آموزش عالی وزارت بهداشت درمان و آموزش پزشکی در شهر ایرانشهر است.  در حال حاضر دانشگاه علوم پزشکی ایرانشهر در دو بخش بهداشت با ۷۳ مرکز بهداشتی درمانی شهری و روستایی و ۳۲۸ خانه بهداشت دولتی و بخش درمان با ۴۵ پایگاه اورژانس شهری و جاده‌ای و ۴ بیمارستان مشغول به ارائه خدمات است. این دانشگاه در حوزه درمان در قطب ۸ دانشگاه های علوم پزشکی کشور حائز رتبه اول است.

## شهرستان های تحت پوشش
دانشگاه علوم پزشکی ایرانشهر به حوزه جنوب استان سیستان و بلوچستان با جمعیتی بیش از ۷۵۰ هزار نفر در حوزه ۷۷ هزار کیلومتر مربع شامل ۸ شهرستان:
- ایرانشهر
- دلگان
- سرباز
- بمپور
- راسک
- مهرستان
- فنوج
- لاشار

خدمات بهداشتی و درمانی ارائه می‌کند. 

## تاریخچه
در سال ۱۳۷۲ دانشکده پرستاری و مامایی ایرانشهر زیر نظر دانشگاه علوم پزشکی زاهدان با تعداد ۲۰ نفر دانشجوی کارشناسی پرستاری و ۲۰ نفر دانشجوی کاردانی مامایی راه اندازی شد که با پیگیری نماینده ایرانشهر دکتر نعیم امینی فرد از زاهدان  مستقل شد. در ۱۰ دی ۱۳۹۷ با تصویب شورای گسترش وزارت بهداشت، درمان، و آموزش پزشکی دانشکده علوم پزشکی ایرانشهر به دانشگاه علوم پزشکی ایرانشهر ارتقا یافت.
مقالات داخلی دانشکده علوم پزشکی و خدمات بهداشتی درمانی ایرانشهر
دانشکده علوم پزشکی و خدمات بهداشتی درمانی ایرانشهر تاکنون 36 مقاله در همایشها و نشریات داخلی منتشر نموده است. که از این تعداد 2 مقاله ژورنالی و 34 مقاله کنفرانسی می باشد.
بر اساس تحلیل داده های هم پژوهشی مقالات منتشر شده توسط دانشکده علوم پزشکی و خدمات بهداشتی درمانی ایرانشهر در کنفرانسها و نشریات داخلی، تاکنون این مرکز 19 مقاله مشترک با 13 مرکز علمی داشته است.
شرکای علمی دانشکده علوم پزشکی و خدمات بهداشتی درمانی ایرانشهر
شرکای علمی اصلی دانشکده علوم پزشکی و خدمات بهداشتی درمانی ایرانشهر طی سالهای گذشته مراکز زیر هستند. مراکزی که اساتید و پژوهشگران دانشکده علوم پزشکی و خدمات بهداشتی درمانی ایرانشهر ترجیح داده اند بیشترین طرح های پژوهشی و تحقیقاتی خود را با این مراکز به انجام رسانند:
- دانشگاه علوم پزشکی زاهدان

Zahedan University of Medical Science
- دانشگاه علوم پزشکی کرمان

Kerman University of Medical Sciences
- دانشگاه آزاد اسلامی واحد ایرانشهر

Islamic Azad University of IranShahr
- موسسه تحقیقات واکسن و سرم سازی رازی

Razi Vaccine and Serum Research Institute
- دانشگاه علوم پزشکی شیراز

Shiraz University of Medical Sciences

## دانشکده‌ها
- دانشکده پزشکی
- دانشکده پرستاری و مامایی
- دانشکده فوریت‌های پزشکی[۲]

## رشته‌ها
| کارشناسی                         | دکترای حرفه‌ای |
| -------------------------------- | ------------- |
| پرستاری                          | پزشکی         |
| هوشبری                           |               |
| اتاق عمل                         |               |
| علوم آزمایشگاهی                  |               |
| بهداشت عمومی                     |               |
| مهندسی بهداشت محیط               |               |
| فوریت های پزشکی پیش بیمارستانی   |               |
| مهندسی بهداشت حرفه‌ای و ایمنی کار |               |

## بیمارستان‌ها
- بیمارستان ایران (ایرانشهر)
- بیمارستان خاتم الانبیا (ایرانشهر)
- بیمارستان ولایت (راسک)
- بیمارستان امام رضا (دلگان)
- بیمارستان ولیعصر (فنوج)
- بیمارستان امید (مهرستان)

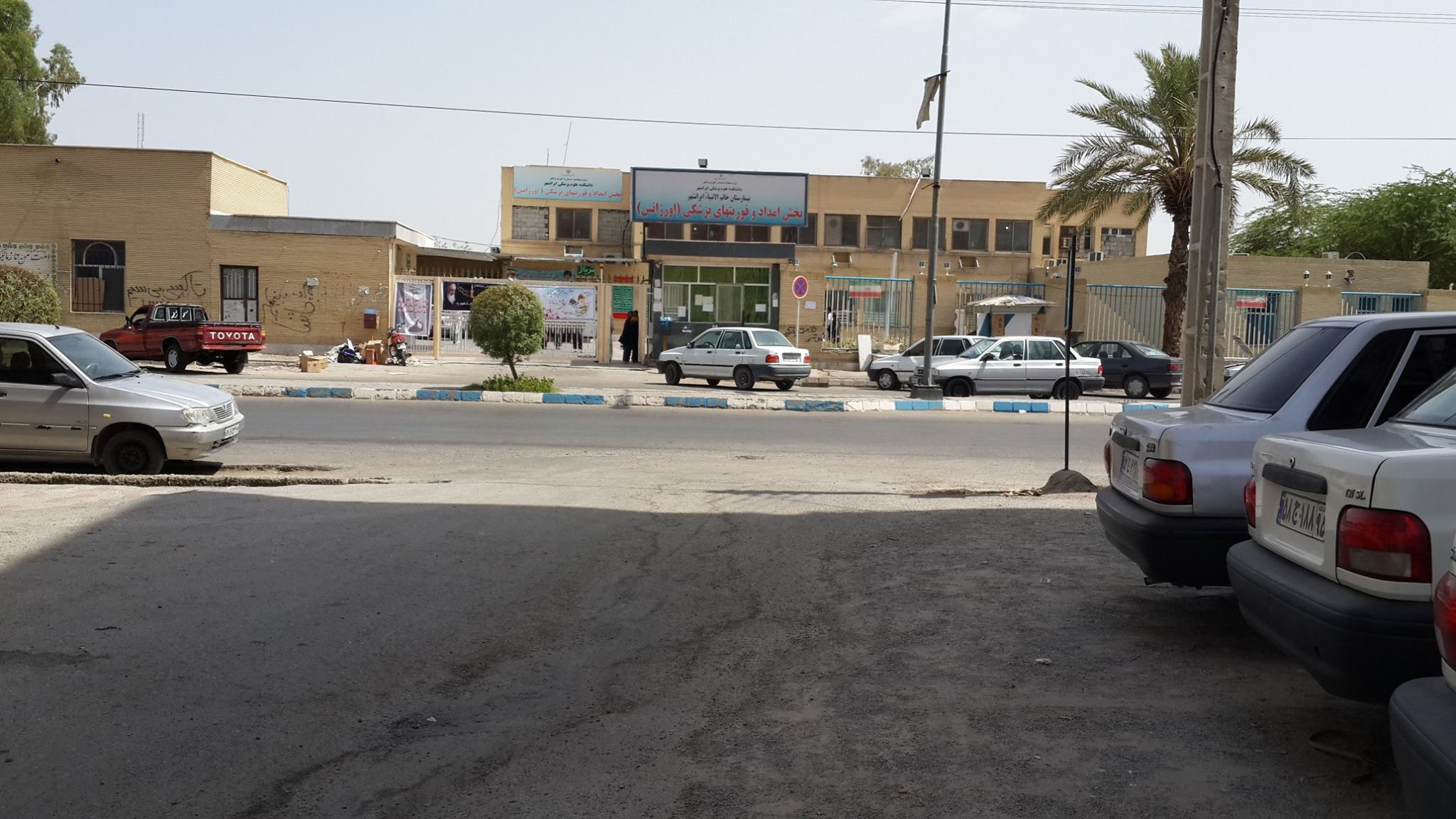
بیمارستان خاتم‌الانبیا در ایرانشهر

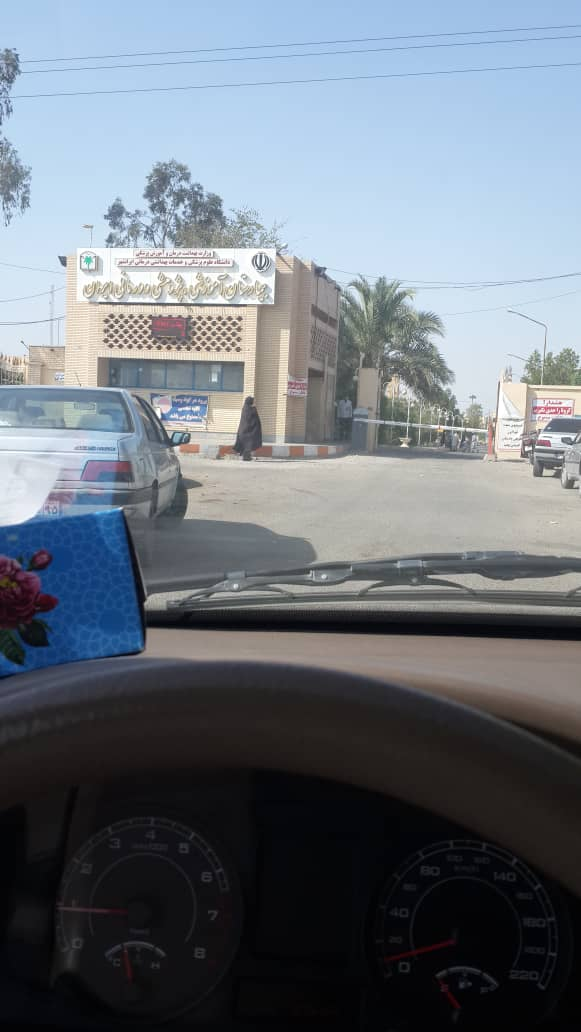
بیمارستان ایران در ایرانشهر

- بیمارستان تخصصی مادر و کودک فاطمه الزهرا

## سلامت در سیستان و بلوچستان
استان سیستان و بلوچستان یک تقسیم کار حوزه بهداشت و درمان بین ۴ دانشگاه و دانشکده علوم پزشکی در شهرهای زاهدان، ایرانشهر، زابل و چابهار انجام داده است که جهت خدمات دهی بیشتر مسئولیت بهداشت و درمان هرکدام تعدادی از ۲۶ شهرستان استان را برعهده دارند. تا قبل از افتتاح دانشکده علوم پزشکی چابهار تقسیم کار بخش سلامت به عهده ۳ دانشگاه پزشکی قبلی بود.

- دانشگاه علوم پزشکی زاهدان مدیریت ۷ شهرستان زاهدان، سراوان، خاش، میرجاوه، سیب و سوران، تفتان و گلشن را برعهده دارد.[۱۰]
- دانشگاه علوم پزشکی ایرانشهر مدیریت منطقه بلوچستان یعنی ۸ شهرستان ایرانشهر، راسک، سرباز، دلگان، فنوج، مهرستان، بمپور و لاشار را بر عهده دارد.[۱۱]
- دانشگاه علوم پزشکی زابل مدیریت ۵ شهرستان شمال استان یعنی منطقه سیستان که شامل زابل، زهک، هامون، هیرمند و نیمروز را بر عهده دارد.[۱۲]
- دانشکده علوم پزشکی چابهار مدیریت ۶ شهرستان منطقه مکران که شامل: چابهار، کنارک، نیک‌شهر، دشتیاری، قصرقند و زرآباد را بر عهده دارد.